# Leiospora subscapigera
Leiospora subscapigera är en korsblommig växtart som först beskrevs av Viktor Petrovitj Botjantsev och Aleksei Ivanovich Vvedensky, och fick sitt nu gällande namn av Viktor Petrovitj Botjantsev och M.G. Pachomova. Leiospora subscapigera ingår i släktet Leiospora och familjen korsblommiga växter. Inga underarter finns listade i Catalogue of Life.